# Goldene Kamera 1996
Die Verleihung der Goldenen Kamera 1996 fand am 12. Februar 1997 im Konzerthaus am Gendarmenmarkt in Berlin statt. Es war die 32. Verleihung dieser Auszeichnung. Das Publikum wurde durch Jürgen Richter, den Vorstandsvorsitzenden des Axel-Springer-Verlages, begrüßt. Die Verleihung der Preise sowie die Moderation übernahm Senta Berger. An der Veranstaltung nahmen etwa 800 Gäste teil. Die Verleihung wurde am 12. Februar 1997 um 21.45 Uhr im ZDF übertragen. Die Leser wählten in der Kategorie Beste Kindersendung ihren Favoriten.

## Preisträger

### Schauspieler
- Günter Strack – Mit Leib und Seele und Der König

### Schauspielerin
- Kathrin Waligura – Für alle Fälle Stefanie

### Bester Dokumentarfilmer
- Manfred Karremann – Achtung! Lebende Tiere!

### Beste Kindersendung
- Die Sendung mit der Maus (1. Platz der Hörzu-Leserwahl)

### Beste Nachwuchsschauspielerin
- Nina Hoss (Lilli-Palmer-Gedächtniskamera)

### Bester Sportler
- Henry Maske

### Orchester des XX. Jahrhunderts
- The Nokia Night of the Proms

### Auszeichnungen für internationale Gäste

#### Schauspieler
- Arnold Schwarzenegger – Terminator, Last Action Hero und Eraser

#### Schauspielerin
- Andie MacDowell – Und täglich grüßt das Murmeltier und Green Card – Schein-Ehe mit Hindernissen

#### Beste Boygroup
- Backstreet Boys

#### Bester Musical-Komponist
- Andrew Lloyd Webber

#### Bester Musiker
- Joe Cocker

#### Lebenswerk
- Shirley MacLaine

## Weblink
- Goldene Kamera 1997 – 32. Verleihung